# Ayaka's BEST -Ballad Collection-
『ayaka's BEST -Ballad Collection-』（アヤカズ・ベスト バラード コレクション）は、2012年9月26日に発売された絢香のベストアルバム。

## 解説
ワーナーミュージック・ジャパン時代にリリースされたバラード曲を集めたベストアルバム。

## 収録曲
1. 三日月(4:39)
2. ブルーデイズ(4:55)
3. 永遠の物語(2:13)
4. I believe(4:58)
5. Peace loving people(3:45)
6. Jewelry day(5:22)
7. 手をつなごう(4:50)
8. Why(4:27)
9. おかえり(4:44)
10. 今夜も星に抱かれて…(4:14)
11. 恋焦がれて見た夢(6:03)
12. みんな空の下(4:58)
13. あなたと（絢香×コブクロ）(5:26)
14. I believe English ver.(3:19)
15. 三日月 2005 English ver.(4:36)